# Paamiut Lufthavn
Paamiut Lufthavn (IATA: JFR, ICAO: BGPT) er en grønlandsk flyveplads beliggende i Paamiut (Frederikshåb) med en asfaltlandingsbane på 799 m x 30 m. I 2008 var der 6.848 afrejsende passagerer fra flyvepladsen fordelt på 382 starter (gennemsnitligt 17,93 passagerer pr. start).
Paamiut Lufthavn drives af Mittarfeqarfiit, Grønlands Lufthavnsvæsen. Statens Luftfartsvæsen fører tilsyn med flyvepladsen.

## Eksterne links
- AIP for BGPT fra Statens Luftfartsvæsen Arkiveret 13. marts 2013 hos  Wayback Machine